# スクロヴェーニ礼拝堂
スクロヴェーニ礼拝堂（スクロヴェーニれいはいどう、伊: Cappella degli Scrovegni）は、イタリアのパドヴァにある礼拝堂。エンリコ・デッリ・スクロヴェーニが購入し、礼拝堂を建てた場所が古代ローマの競技場（アレーナ）であるアンフィテアトルム跡に隣接していることから「アレーナ礼拝堂」とも呼ばれる。1305年に完成したジョット・ディ・ボンドーネが描いた、西洋美術史上もっとも重要な作品である一連のフレスコ絵画で知られる。礼拝堂は受胎告知と聖母マリアの慈愛に捧げられており、ジョットのフレスコ画は聖母マリアの生涯を描き、人類の救済におけるマリアの果たす役割を祝福するものになっている。スクロヴェーニ礼拝堂が建てられた場所は、それまでおよそ30年間に渡って行列祈祷式が行われ、受胎告知を題材とした演劇が上演されてきた場所だった。イタリア人音楽理論家マルケット・ダ・パドヴァ (en:Marchetto da Padova) の手によるモテも1305年5月25日に奉献されたと考えられている。

## 歴史とジョットのフレスコ画

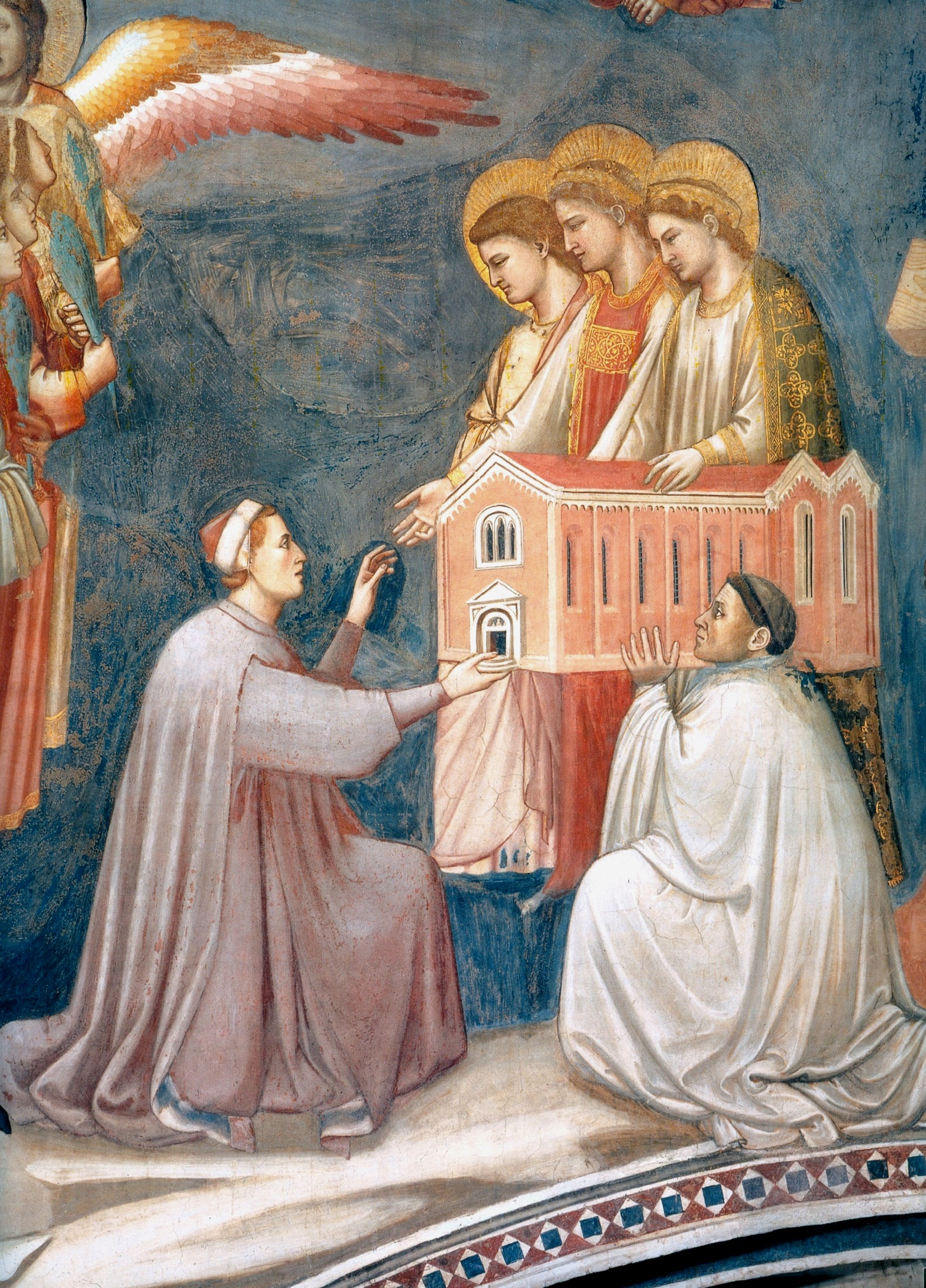
『最後の審判』に描かれたエンリコ・デッリ・スクロヴェーニの肖像画

スクロヴェーニ礼拝堂は、高利貸で財産を築いた一族出身のエンリコ・デッリ・スクロヴェーニがパトロンとなって創設された。当時、過剰に利子を取る高利貸はキリスト教の秘跡を受けられなくなるほどの重大な罪とされ、初期の銀行業者は自分の商売のゆえの魂の地獄堕ちについて気にかけていた。エンリコが私財を投じて礼拝堂を建設したのは、父親の罪と、自身の免罪とを意図したものだったと指摘されている。エンリコの父レジナルド・デッリ・スクロヴェーニ (en:Reginaldo degli Scrovegni) は、神曲の中でダンテが出会う高利貸として書かれる人物である。近年の研究ではエンリコも高利貸であり、贖罪のために礼拝堂を建設したともいわれている。エンリコの墓は礼拝堂の後陣（アプス）にあり、肖像画が『最後の審判』で礼拝堂をマリアに祈り捧げている人物として描かれている。

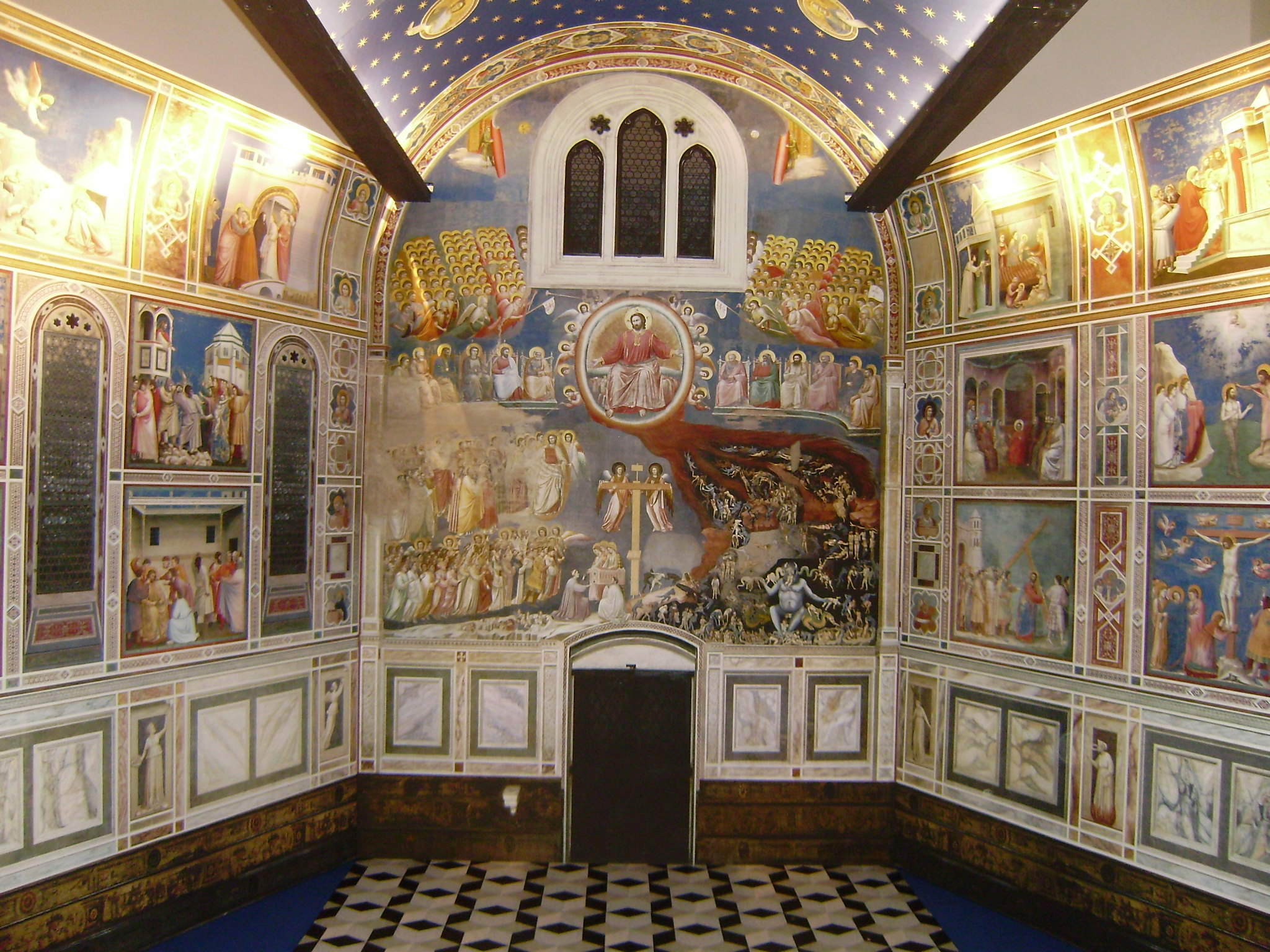
スクロヴェーニ礼拝堂内部

スクロヴェーニ礼拝堂は表向きはスクロヴェーニ一族のための小礼拝堂だったが、受胎告知の祝祭に関する公的役割の機能も持った施設だった。

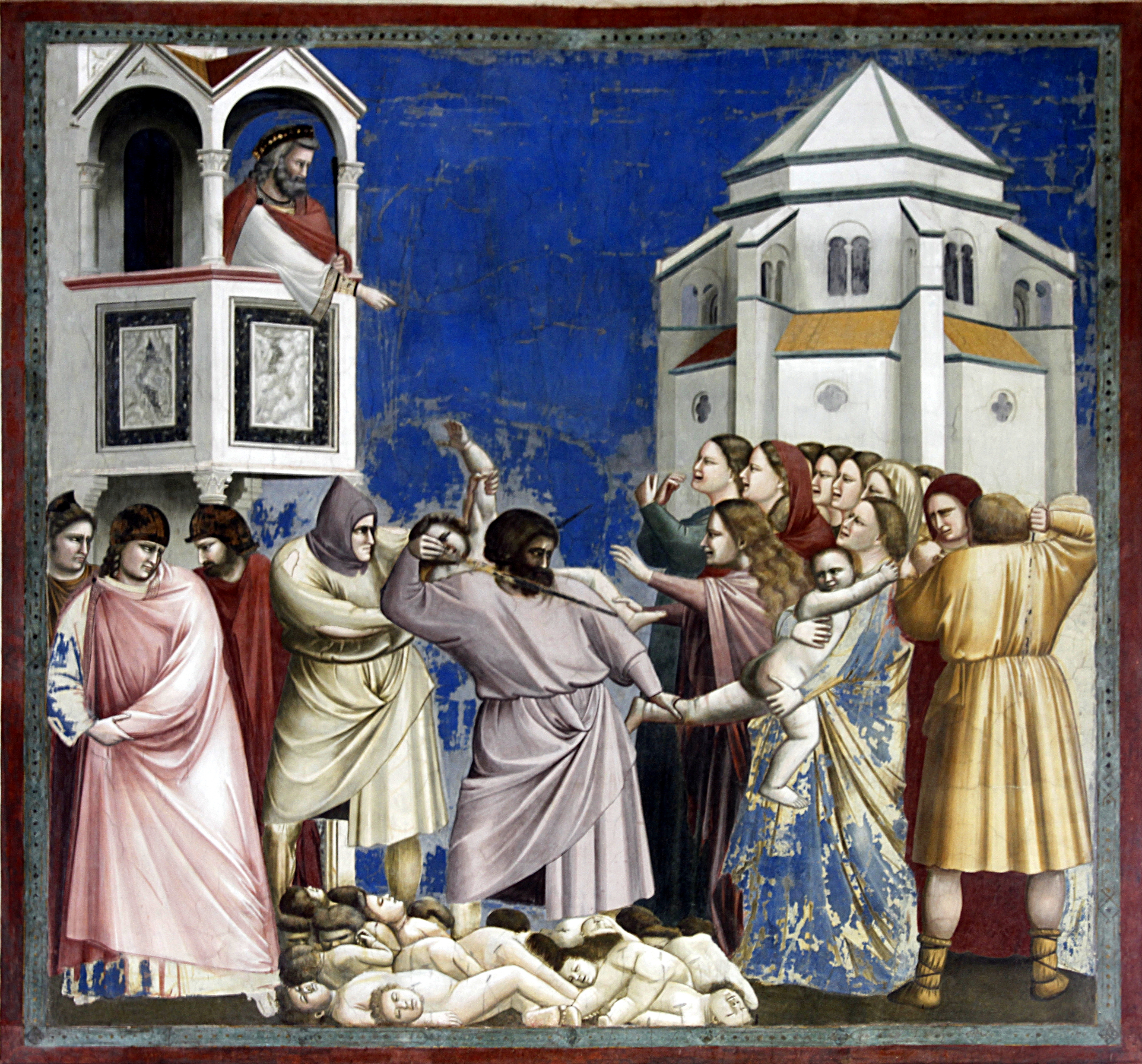
『幼児虐殺』

ジョットが描いたフレスコ画は別として、スクロヴェーニ礼拝堂には装飾がほとんどなく、円天井が採用されている程度である。『最後の審判』は礼拝堂入口上部の壁一面にあり、先述のマリアに祈りを捧げるエンリコの肖像画もここに描かれている。四面全ての壁に、上中下の三段に分割されたフレスコ壁画と、2メートル四方の装飾画がそれぞれ描かれている。ジョットは各絵画の間には人工的な彩色大理石と小さなくぼみを配して場面を分割している。一連のフラスコ画が表現する聖母マリアの生涯は祭壇に面した壁の右上から始まっており、マリアの母アンナへの受胎告知やエルサレム神殿へのマリア奉献が描かれている。そのあと、キリスト生誕、ヘロデ王による幼児虐殺、キリスト受難、キリスト復活、聖霊降臨などへと物語が流れていく。

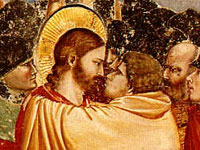
『ユダの接吻』部分

礼拝堂壁面に描かれた一連の絵画は感情表現、立体的な人物像、自然な空間描写で特筆すべきものになっており、lola puzza、キリストを処刑に追いやる裏切りの第一歩となった『ユダの接吻』で描写されているユダの肖像である。

## 描かれている場面
スクロヴェーニ礼拝堂のフレスコ画に描かれているのは「キリストの生涯」と「聖母マリアの生涯」である。なかでも『受胎告知』の場面が内陣アーチの中央部分を占め、最重要な絵画になっている。
- 神殿から追われるヨアキム (Joachim is sent away from the temple)
- マリアの生涯 - 承前 (Prelude to the stories of Mary)
- キリストの生涯 - 承前 (Prelude to the stories of Christ)
- 羊飼いに身を寄せるヨアキム (Joachim amongst the shepherds)
- アンナへの受胎告知 (An angel comes to Anna in prayer)
- 神に子羊を捧げるヨアキム (Joachim sacrifices a kid goat to the Lord)
- ヨアキムの夢 (Joachim's dream)
- 黄金門の出会い (Joachim meets Anna at the Golden Gate)
- マリアの誕生 (Nativity of Mary and bathing the infant)
- マリアの神殿奉献 (Presentation of Mary at the Temple)
- マリアの婿選び (The bringing of the branches)
- 求婚者の祈り (Prayer for the blossoming of the branches)
- マリアの婚約 (The marriage of the Virgin)
- 婚約の行列 (The nuptial cortege)
- 受胎告知の天使を遣わす神 (The mission of the Annunciation to Mary)
- 受胎告知 (The Annunciation)
- エリザベト訪問 (Visitation)
- キリスト生誕 (The Nativity of Jesus)
- 東方三博士の礼拝 (The Adoration of the Magi)
- 幼児キリストの神殿奉献 (The Presentation of Jesus at the Temple)
- エジプトへの逃避 (The Flight into Egypt)
- 幼児虐殺 (The Massacre of the Innocents)
- 神殿でのキリスト (The Finding in the Temple (Jesus among the doctors))
- キリストの洗礼 (The Baptism of Jesus)
- カナの婚礼 (The Wedding at Cana)
- ラザロの復活 (The Resurrection of Lazarus)
- キリストのエルサレム入城 (Palm Sunday|Christ enters Jerusalem)
- 神殿清め (The expulsion of the dealers from the Temple)
- ユダの裏切り (Judas's Betrayal)
- 最後の晩餐 (The Last Supper)
- 弟子の足を洗うキリスト (The washing of the feet)
- ユダの接吻 (The Kiss of Judas)
- キリストを引見するカイアファ (Jesus before Caiaphas)
- 鞭打たれるキリスト (Flagellation of Christ)
- 十字架磔刑への道行 (The ascent to Calvary)
- 磔刑 (Crucifixion)
- キリストへの哀悼 (Lamentation of Christ)
- キリストの復活 (The Resurrection of Jesus — Noli me tangere)
- キリスト昇天 (Ascension of Jesus Christ)
- 聖霊光臨 (Pentecost)
- 最後の審判 (The Last Judgment)
- 悪徳と徳目の寓意 (Allegories of the Vices and the Virtues)

## ギャラリー

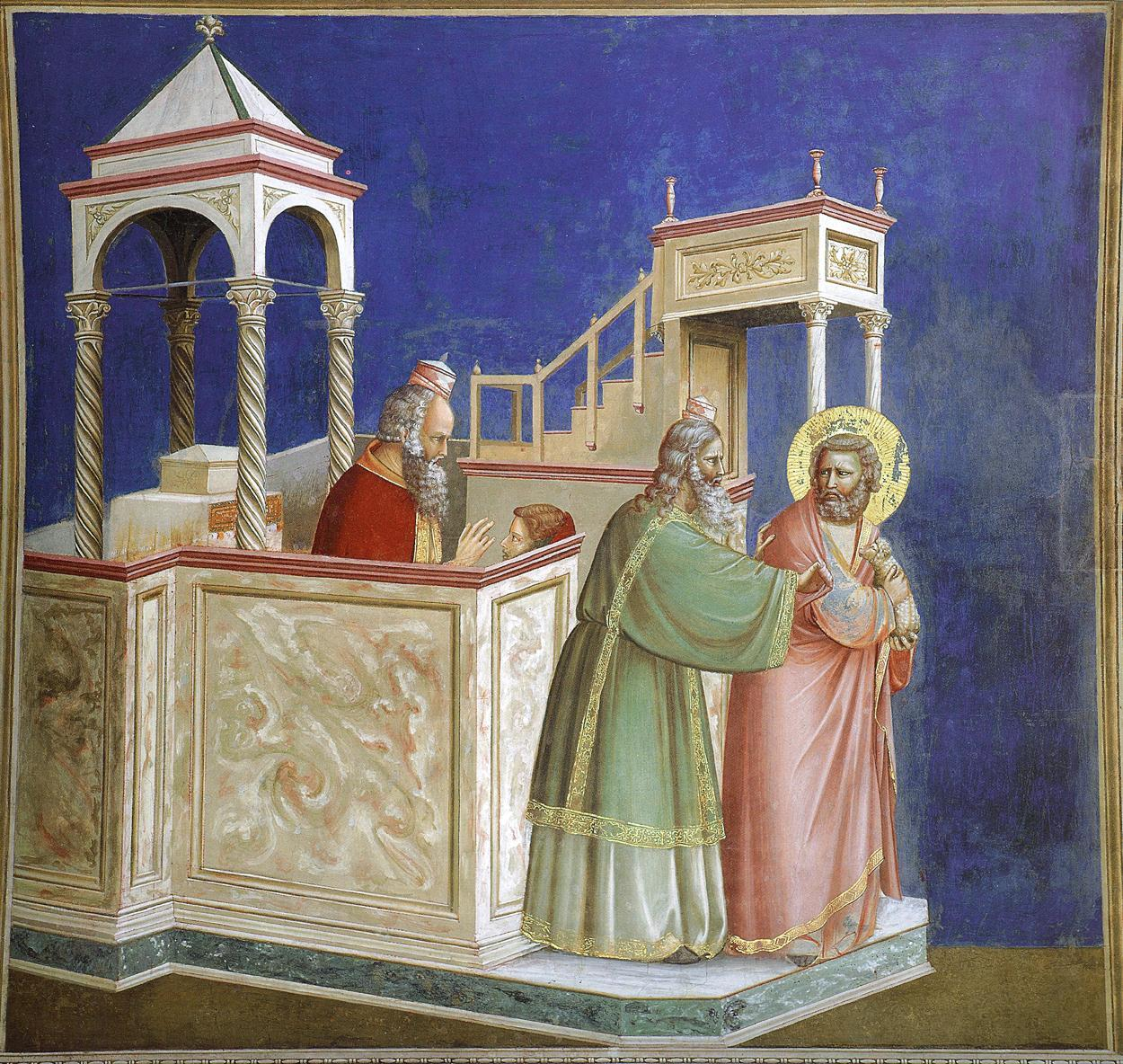
『神殿から追われるヨアキム』
『アンナへの受胎告知』
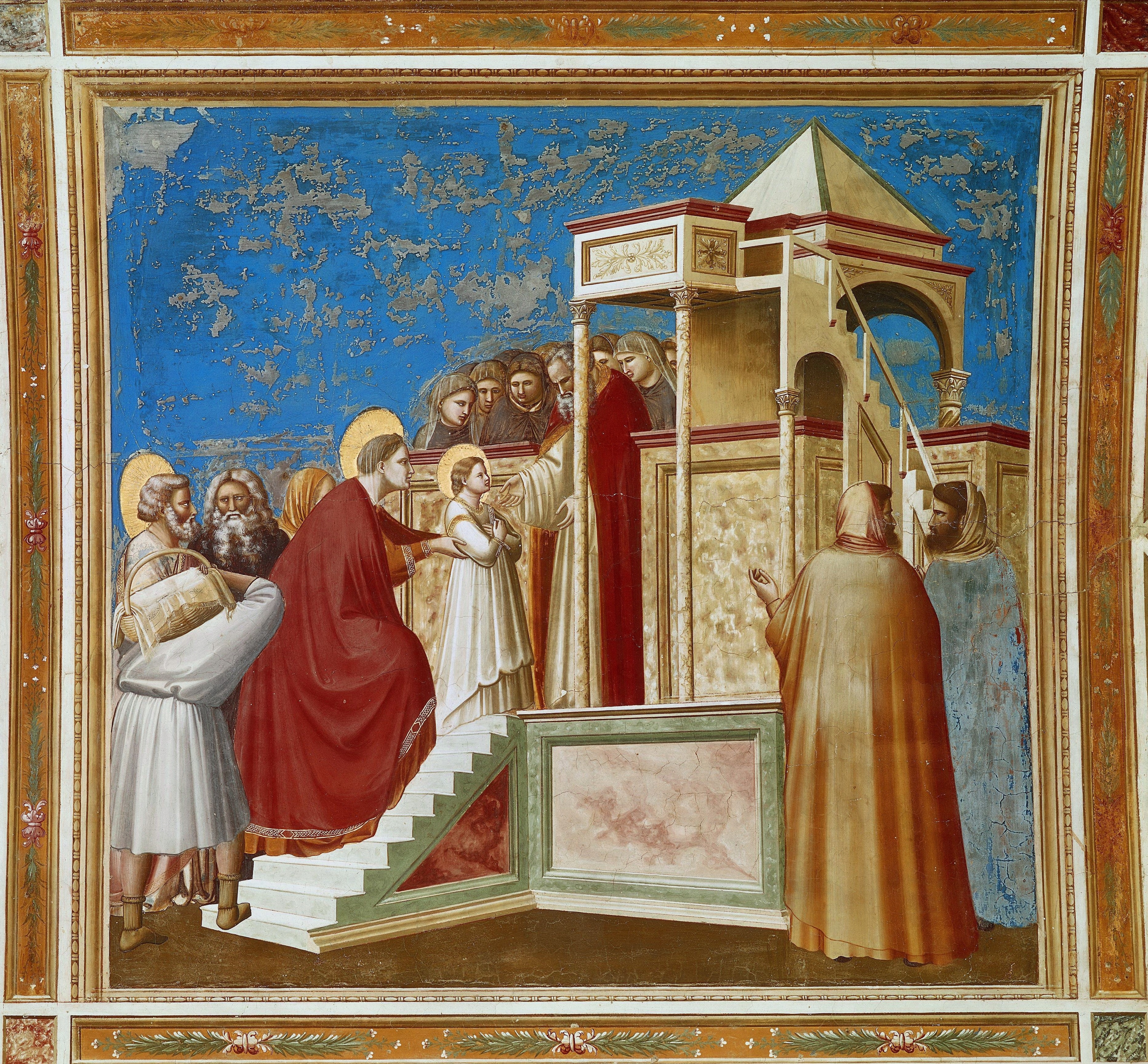
『マリアの神殿奉献』
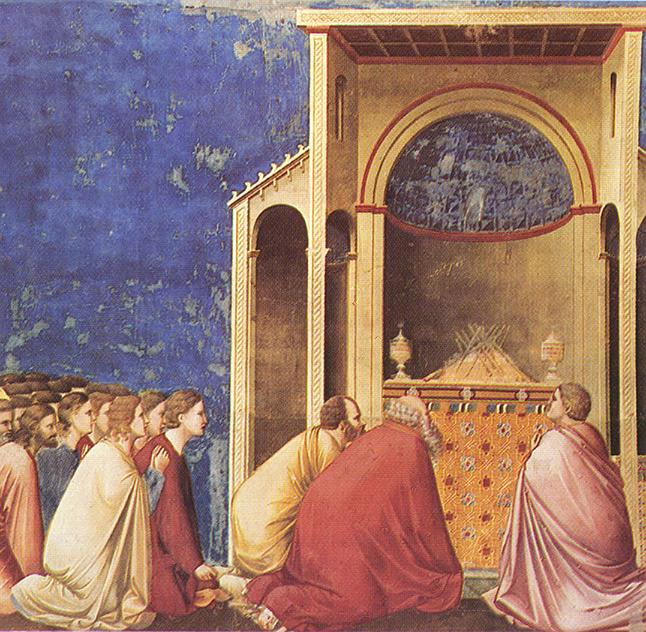
『求婚者の祈り』
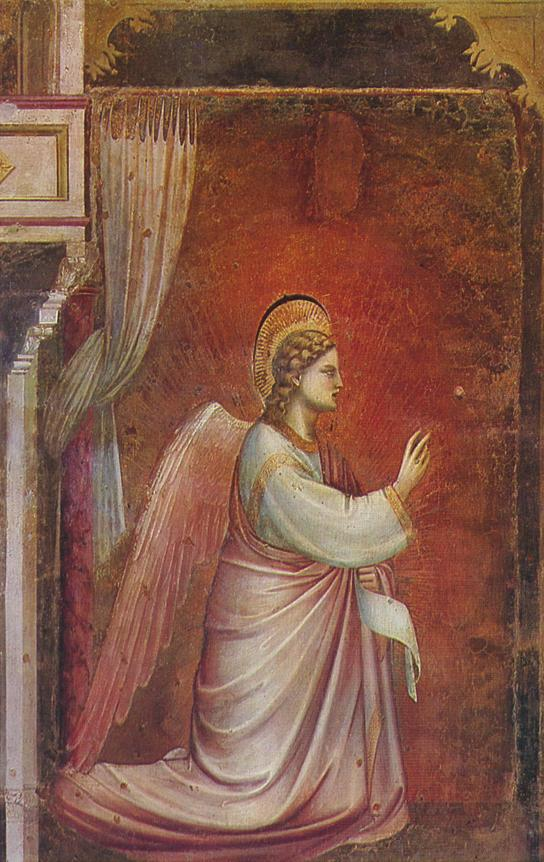
『受胎告知』 内陣アーチ左側に描かれた大天使ガブリエル
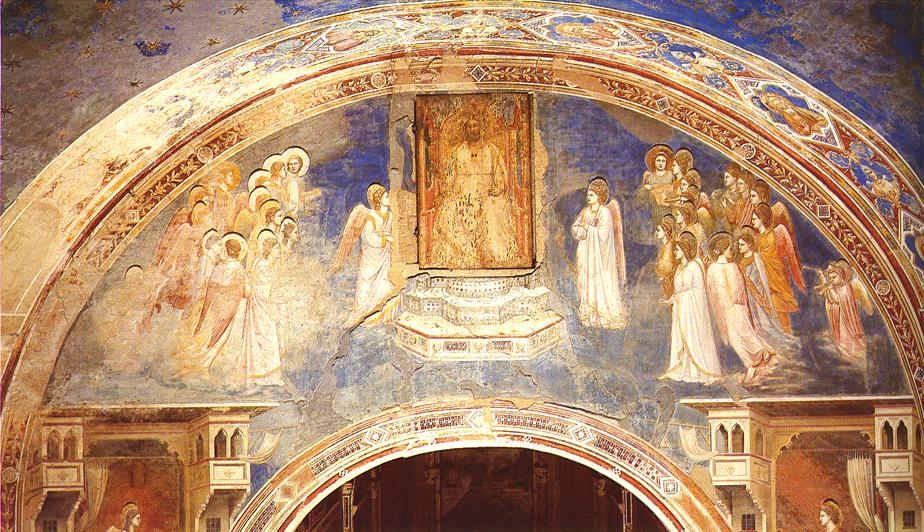
『受胎告知の天使を遣わす神』 内陣アーチ中央
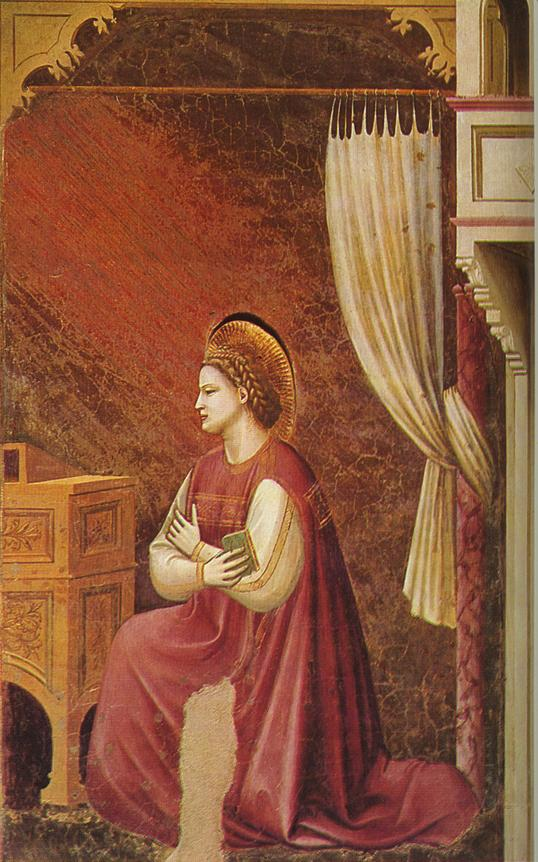
『受胎告知』 内陣アーチ右側に描かれたマリア
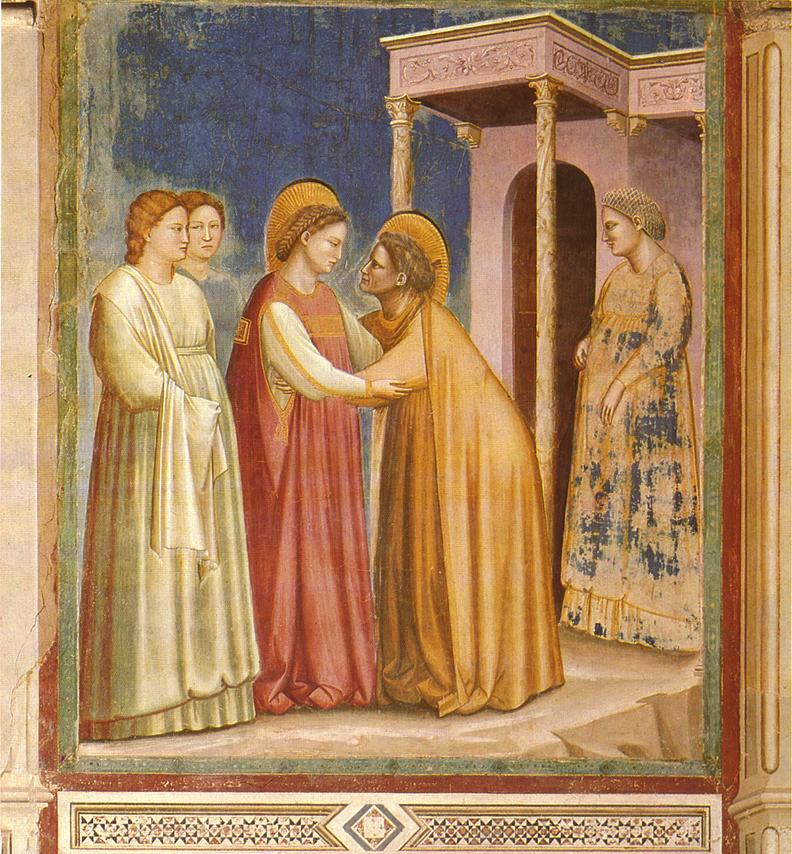
『エリザベト訪問』
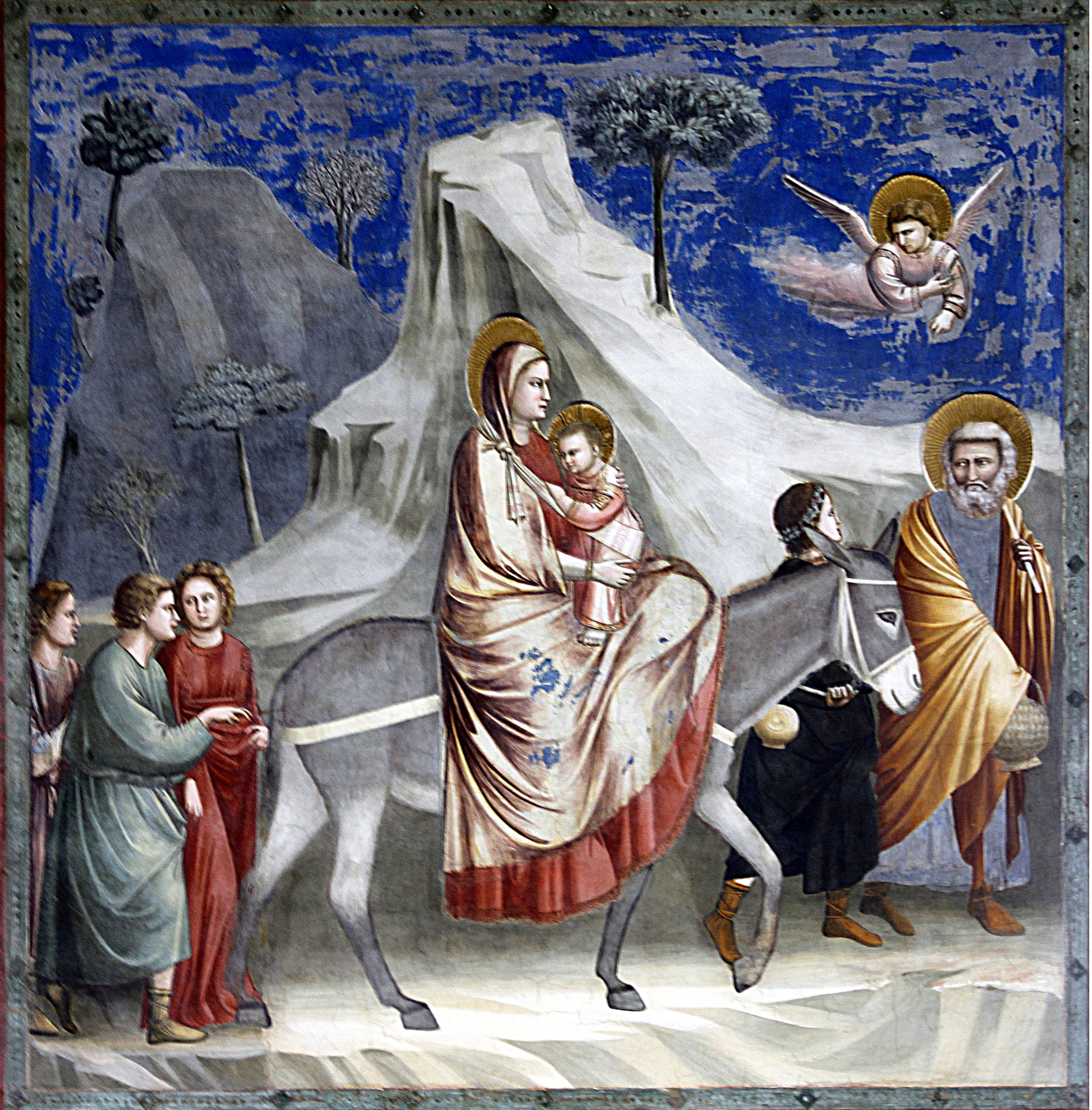
『エジプトへの逃避』
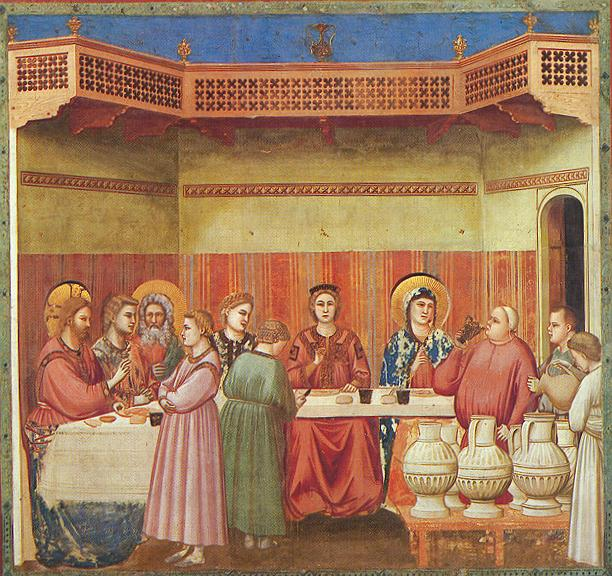
『カナの婚礼』
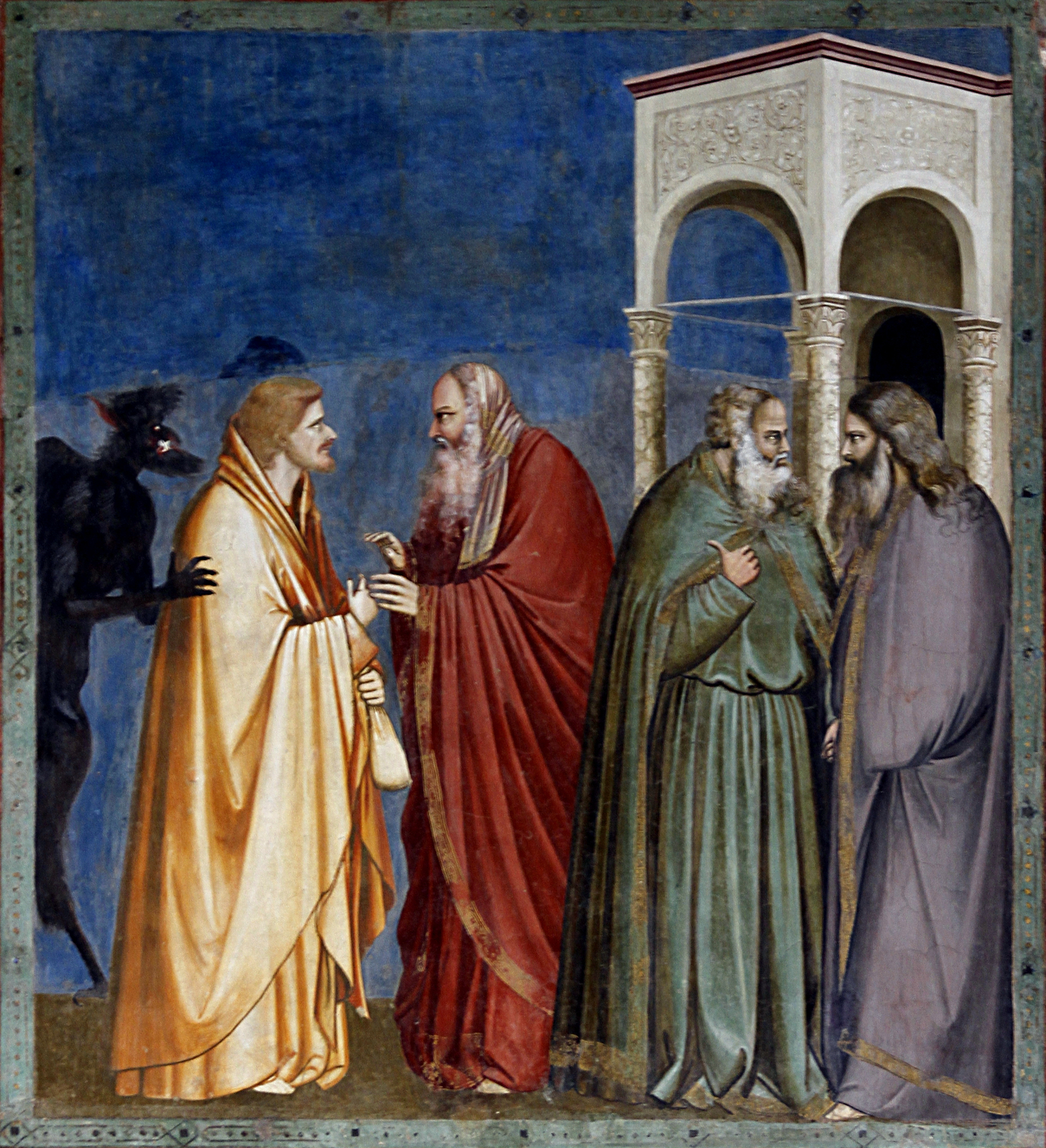
『ユダの裏切り』
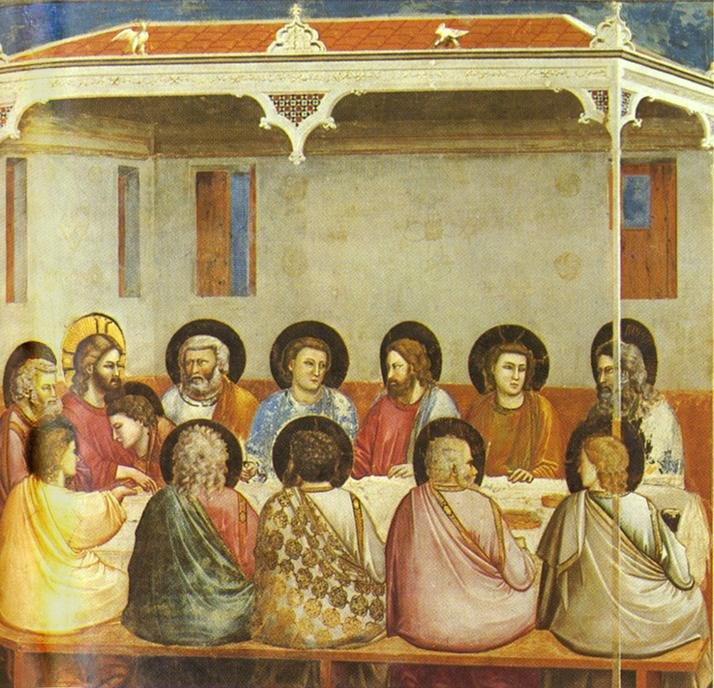
『最後の晩餐』
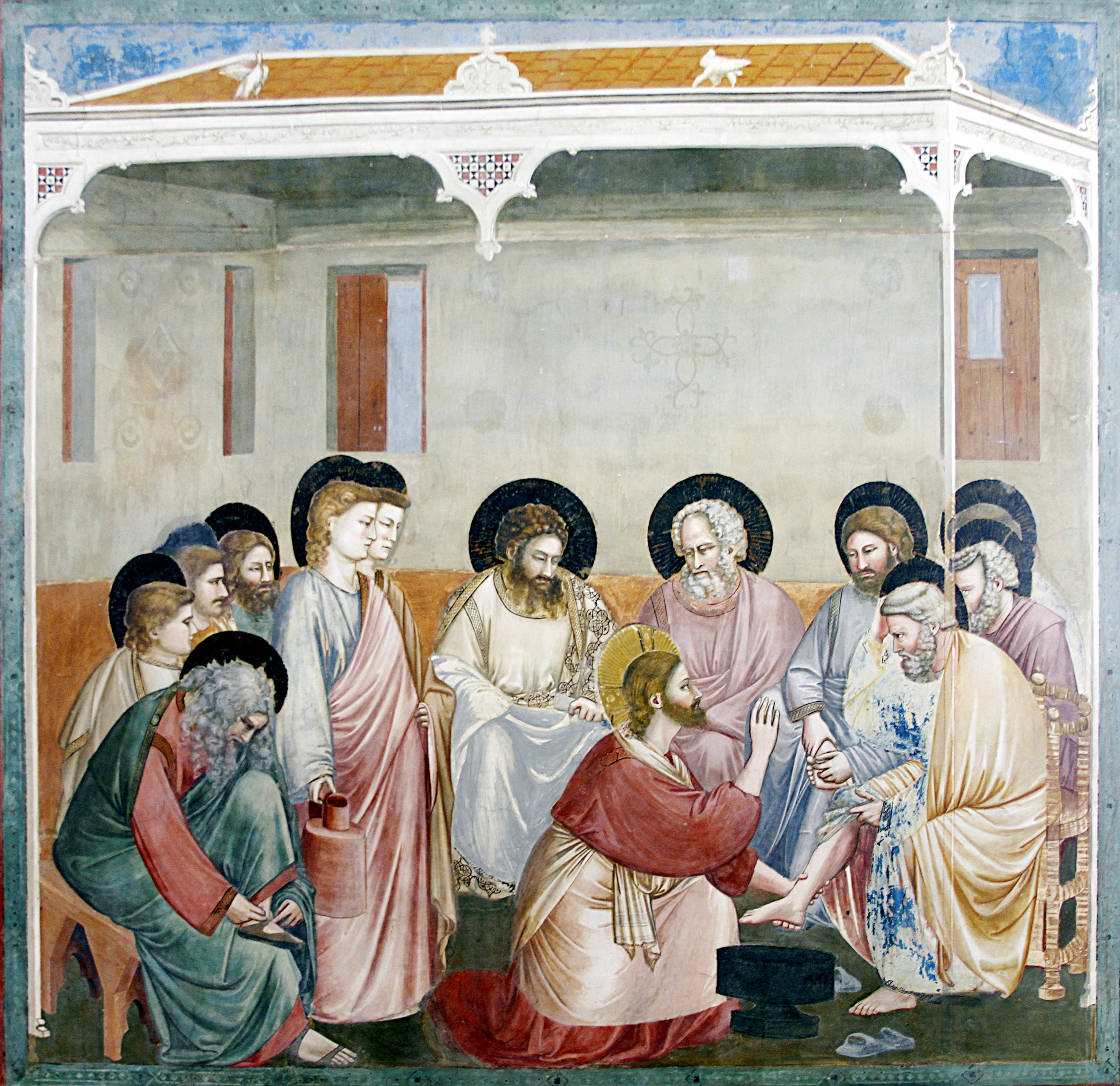
『弟子の足を洗うキリスト』
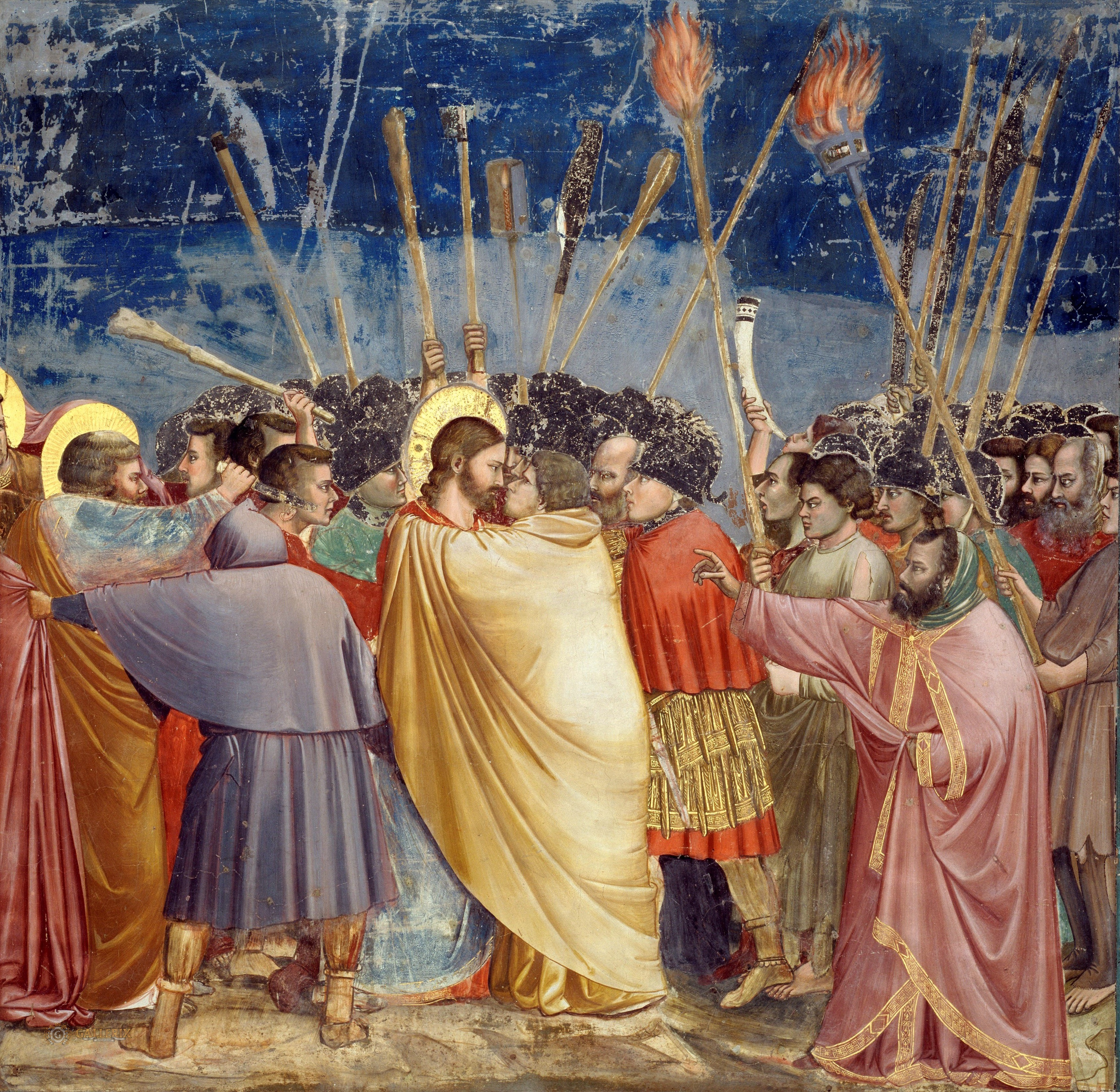
『ユダの接吻』
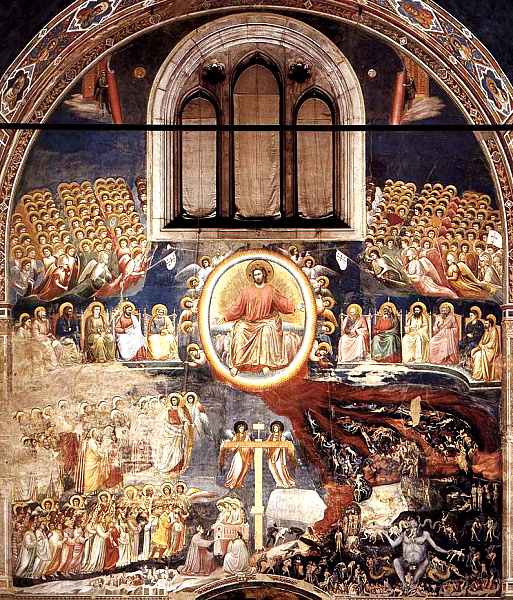
『最後の審判』